# Hockey Club Liceo de La Coruña
Maillots
Actualités
Le Hockey Club Liceo de La Coruña, plus connu sous le nom de HC Liceo, est un club espagnol de rink hockey fondé en 1972. Il évolue en 2018 en OK Liga, plus haut niveau national et est l'un des meilleurs clubs du monde. Il joue sous les couleurs vertes et blanches au Palais des sports de Riazor de La Corogne en Galice.

## Histoire
Né au début des années 1970, co-fondé par Augusto César Lendoiro, HC Liceo est un des clubs les plus titrés d'Espagne. En seulement sept ans il atteint le plus haut niveau espagnol de rink hockey. C'est dans les années 1980 que le club obtient ses plus grands succès, devenant ainsi un acteur principal d'un sport jusque-là dominé par les clubs catalans. Cependant, la montée du Deportivo La Corogne en Championnat d'Espagne de football conduit à un déclin progressif qui a même mis l'existence du club en danger. Ce déclin s'est terminé et le club a retrouvé la croissance grâce à la gestion du président Eduardo Lamas. Cette impulsion a permis au club de retrouver l'élite du rink hockey mondial dans les quatre dernières années. Dans les cinq dernières années, le club a disputé toutes les finales du championnat d'Espagne junior, en remportant le titre à trois reprises.
En décembre 2018, un accord est conclu pour donner au club le nom d'un sponsor : le Hockey Club Liceo devient le Deportivo Liceo. Le sponsor n'est autre que le sponsor de l'autre club rival de la même communauté, Real Club Deportivo. Ce contrat entraine par ailleurs un changement des couleurs du club qui virent au bleu et blanc. Les traditionnelles couleurs blanches et vertes sont reléguées sur les maillot de réserve. 
En janvier 2019, l’accueil réservé par les spectateurs à ses changements est très mitigé, le public reste en retrait.
Alors que le club vient de perdre quelques joueurs à l'intersaison, le club ambitionne de conserver la Supercoupe qu'il a remporté la saison précédente.

## Palmarès
| Compétitions nationales | Compétitions internationales |
| --- | --- |
| - OK Liga (7) : 1983, 1986, 1987, 1990, 1991, 1993, 2013 - Coupe du Roi (9) : 1982, 1984, 1988, 1989, 1991, 1995, 1996, 1997, 2004 - Supercoupe (2) : 2016, 2018 | - Ligue européenne (6) : 1987, 1988, 1992, 2003, 2011, 2012 - Vainqueurs de Coupe (2) : 1989, 1996 - Coupe d’Europe (3) : 1982, 1999, 2010 - Coupe Continentale (6) : 1987, 1988, 1989, 1992, 2003, 2012 - Coupe Intercontinentale (5) : 1987, 1989, 1993, 2004, 2012 |

## Actualité
HC Liceo est un club qui a l'habitude de participer à la coupe d'Europe de rink hockey, en étant toujours l'un des favoris au titre. Le club parvient à remporter la coupe d’Europe en 2011 et 2012 après une période sans titre remontant jusqu’en 2004, alors que le club participait toujours aux compétitions majeurs que sont la OK Liga, la coupe de Roi ou la ligue européenne.

## Saison 2007/2008
- HC Liceo termine troisième du championnat, derrière le FC Barcelone vainqueur et son dauphin le Reus Deportiu.

- Le club remporte son quart de finale, 3 à 2 face à Barcelone, mais s'incline en demi-finale 3-1 lors d'un match controversé face au Club Esportiu Noia.
- Le club perd en demi-finale contre Reus Deportiu lors de la Final-Four de la ligue européenne, après avoir encaissé un but dans les prolongations.
- Lors des Play-off pour le titre de OK Liga, HC Liceo chute également en demi-finale face au Reus Deportiu.

## Saisons

### Saison 2008/2009
- Avant de commencer la saison, le club participe au mondial des clubs et s'incline en quart face aux italiens de Valdagno 3-5, en raison de la fatigue accumulée lors d'une présaison chargée.
- HC Liceo termine à une honorable troisième place au championnat, derrière le FC Barcelone vainqueur et le second, Roncato Patì Vic.
- Le club a aussi participé à la Coupe de Roi…
- En coupe d’Europe aussi, HC Liceo est éliminé en demi-finale par le Roncato Patì Vic…
- Vainqueur de la 1re édition de la coupe de Galice, devant le Cerceda-Liceo désormais appelé Cerceda Skate Clube.

### Saison 2009/2010
- Vainqueur de la 8e édition du tournoi « José Eduardo dos Santos » auquel participait également Reus Deportiu, Sport Lisboa e Benfica, Juventus de Viana, la sélection angolaise et Andes Talleres d’Argentine.
- Vainqueur de la 2e édition de la coupe de Galice.
- Éliminé sur le score de 3-4 en demi-finale de la coupe du Roi par Vilanova, alors qu’à 50 seconde de la fin du match le club menait encore  sur le score de 3-2.
- Champion de la coupe CERS. Ce titre remporté à Torres Novas au Portugal, brise une série de cinq années sans titre pour les verts et blancs.
- Le club termine à la seconde place de la OK Liga.

### Saison 2010/2011
- Champion de la ligue européenne face au club de Reus Deportiu.

### Saison 2011/2012
- Champion de la ligue européenne pour la deuxième année consécutive.  Lors de la finale à Lodi en Italie, le FC Barcelone s’est inclinée par un score de 4-2.

En 2020, Adroher et Carballeira signent à Liceo.